# Dynasty Warriors Vol. 2
Dynasty Warriors Vol. 2 (真・三國無双 2nd Evolution,, Shin Sangoku Musō Sekando Eboryūshon) é um jogo de hack and slash da série Dynasty Warriors, desenvolvido pela Omega Force e publicado pela Koei. O jogo foi lançado exclusivamente no PlayStation Portable.

## Jogabilidade
A jogabilidade é idêntica à de outros jogos da série Dynasty Warriors, os modelos dos personagens são os mesmo do Dynasty Warriors 5, mas inclui os recursos do Dynasty Warriors (PSP) e alguns novos, incluindo batalhas multiplayer até 4 jogadores e os capacidade de negociar oficiais com outros jogadores cia wi-fi. Além disso, Vol.2 corrige o bug na interface que ocorria no seu antecessor.
Como no jogo anterior, Dynasty Warriors PSP, o jogo apresenta personagens exclusivos do Samurai Warriors como guarda-costas especiais. Neste jogo, os personagens e seus modelos foram retirados de Samurai Warriors 2.
Ao contrário dos outros jogos da série Dynasty Warriors, o mapa é dividido em um sistema de grade. Em cada grade contém tropas inimigas que são derrotadas quando sua barra de moral atinge 0. Às vezes é necessário derrotar oficiais inimigos para depois explusar suas tropas.
Cada nível geralmente tem dois objetivos para se passar para o próximo nível, assim, a história pode ser completamente diferente a cada vez que se joga.
A cada estagio concluído o jogador ganha mais oficiais para compor seu exercito. Para desbloquear mais personagens deve-se completar o modo história de um personagem ou de um reino inteiro com 100%. Quanto mais personagens o jogador tem, mais opções ele terá de personagens para serem contratados, com muitas vantagens e custos diferentes. O jogador só pode ter entre 1 a 4 oficiais no campo de batalha ao mesmo tempo, dependendo da categoria dos oficiais. O jogador aumenta os pontos de comando a cada nível que sobe.
O custo de pontos de comando dos oficias depende de qual é, os mais poderosos são mais caros. Alguns oficiais tem habilidade especiais que podem ser acessadas via D-Pad. A maioria dos efeitos são semelhantes aos power-ups dos jogos anteriores, como a reposição da barra Musou ou ataque dobrado por 30 segundos. As habilidades especiais podem ser usadas toda vez que o personagem está com uma estrela no nome. A estrela, então, transformar-se num círculo vermelho, que é gradualmente preenchido com branco, até que se torne uma estrela novamente.

## Personagens
O jogador deve escolher o personagem que deseja usar antes de jogar em qualquer modo. Há um total de 48 personagens, mas somente 8 personagens começam destravados, 6 de cada reino com exceção dos Others, como no Dynasty Warriors 5. Cada personagem tem seus status que são os seguintes:
- Command: Quanto maior este valor, mais oficiais pode-se contratar.
- Life: O tamanho da barra de saúde do personagem.
- Musou: O tamanho da barra de musou do personagem.
- Attack: Quanto maior este valor, mais dano ele causa nas forças inimigas.
- Defense: Quanto maior este valor, menos dano ele sobre das forças inimigas.
- Growth: Quanto maior este valor, mais rápido ele sobe de nível.

Os personagens presentes no jogo são:
| Shu - Guan Ping - Guan Yu - Huang Zhong - Jiang Wei - Liu Bei - Ma Chao - Pang Tong - Wei Yan - Xing Cai - Yue Ying - Zhang Fei - Zhao Yun - Zhuge Liang | Wei - Cao Cao - Cao Pi - Cao Ren - Dian Wei - Pang De - Sima Yi - Xiahou Dun - Xiahou Yuan - Xu Huang - Xu Zhu - Zhang He - Zhang Liao - Zhen Ji | Wu - Da Qiao - Gan Ning - Huang Gai - Ling Tong - Lu Meng - Lu Xun - Sun Ce - Sun Jian - Sun Quan - Sun Shang Xiang - Taishi Ci - Xiao Qiao - Zhou Tai - Zhou Yu | Outros - Diao Chan - Dong Zhuo - Lu Bu - Meng Huo - Yuan Shao - Zhang Jiao - Zhu Rong - Zuo Ci |

### Combinação de Personagens
Ao se selecionar certos personagens forma-se uma equipe especial, de acordo com o que fizeram ou eram na história da China como a "Xiahou Brothers" que eram irmãos ou "Traitors" que traíram seus próprios reinos. As combinações possíveis são:
| Equipes                  | Equipes                | Equipes                       | Equipes                       | Equipes                     | Equipes                  |
| Undying Loyalty          | Reliable Peers         | Guan Clan                     | Garden Oath                   | Proud Friends               | Zhang Clan               |
| ------------------------ | ---------------------- | ----------------------------- | ----------------------------- | --------------------------- | ------------------------ |
| Liu Bei Zhao Yun         | Zhao Yun Huang Zhong   | Guan Yu Guan Ping             | Liu Bei Guan Yu Zhang Fei     | Guan Yu Zhang Liao          | Zhang Fei Xing Cai       |
| Sworn Friends            | Xiahou Brothers        | Spirited Friends              | Firm Loyalty                  | Benign Loyalty              | Honest Friends           |
| Cao Cao Xiahou Dun       | Xiahou Dun Xiahou Yuan | Dian Wei Xu Zhu               | Cao Cao Dian Wei              | Cao Cao Xu Zhu              | Sun Ce Zhou Yu           |
| Mr. and Mrs. Zhou        | Strategist Legacy      | Academic Friends              | Wu Scholars                   | War Comrades                | Bound by Fate            |
| Zhou Yu Xiao Qiao        | Zhou Yu Lu Meng Lu Xun | Zhuge Liang Lu Xun            | Lu Meng Lu Xun                | Sun Ce Taishi Ci            | Lu Bu Diao Chan          |
| Mutual Interest          | Invaluable Friends     | Worthy Opponents              | Shu Scholars                  | Dragon and Phoenix          | Mr. and Mrs. Zhuge       |
| Dong Zhuo Diao Chan      | Liu Bei Zhuge Liang    | Zhuge Liang Sima Yi           | Zhuge Liang Jiang Wei         | Zhuge Liang Pang Tong       | Zhuge Liang Yue Ying     |
| Old Friends              | Cao Clan               | Accursed Adoption             | Fierce Loyalty                | Mr. and Mrs. Liu            | Father and Daughter      |
| Cao Cao Yuan Shao        | Cao Cao Cao Pi         | Dong Zhuo Lu Bu               | Lu Bu Zhang Liao              | Liu Bei Sun Shang Xiang     | Sun Jian Sun Shang Xiang |
| Little Brother           | Elder Brother          | Younger Son                   | Older Son                     | Valiant Loyalty             | Feather and Sword        |
| Sun Quan Sun Shang Xiang | Sun Ce Sun Shang Xiang | Sun Jian Sun Quan             | Sun Jian Sun Ce               | Sun Jian Huang Gai          | Sun Quan Lu Meng         |
| Protecting Loyalty       | Former Loyalty         | Former Bond                   | Xi Gentlemen                  | Champion Archers            | Intimate Peers           |
| Sun Quan Zhou Tai        | Yuan Shao Zhang He     | Yuan Shao Zhen Ji             | Ma Chao Pang De               | Huang Zhong Xiahou Yuan     | Huang Zhong Wei Yan      |
| Handsome Comrades        | Dark Loyalty           | Casual Acquaintance           | Inevitable Fate               | Illusionist                 | Simply Friends           |
| Xiahou Yuan Zhang He     | Cao Pi Sima Yi         | Lu Meng Gan Ning              | Gan Ning Ling Tong            | Zhang Jiao Pang Tong Zuo Ci | Xu Huang Cao Ren         |
| Style Evangelists        | Mr. and Mrs. Cao       | Mr. and Mrs. Sun              | Silent Heroes                 | King and Queen              | The Two Qiaos            |
| Zhang He Zhen Ji         | Cao Pi Zhen Ji         | Sun Ce Da Qiao                | Wei Yan Zhou Tai              | Meng Huo Zhu Rong           | Da Qiao Xiao Qiao        |
| Childhood Friends        | Ma Brothers            | Southern Kings                | Southern Chiefs               | Yuan Brothers               | Sound Heroes             |
| Guan Ping Xing Cai       | Ma Liang Ma Su         | Meng Huo King Duosi King Mulu | Ahui Nan J. Sanjie D. Dongzhu | Yuan Tan Yuan Xi Yuan Shang | Huang Zhong Yan Yan      |
| Guan Du Heroes           | Faithful Son           | Ling Clan                     | Heirs of Shu                  | Fugitives                   | Loyal Retainers          |
| Yan Liang Wen Chou       | Jiang Wei Xu Shu       | Ling Cao Ling Tong            | Liu Chan Jiang Wei            | Xiahou Mao Ma Zun           | Shen Pei Zhang Ren       |
| Wealthy Friends          | Traitors               | Guan Brothers                 | Zhang Siblings                | Heirs of Chaos              | Tiger Hunt               |
| Mi Zhu Li Dian Lu Su     | Zhang Song Fa Zheng    | Guan Ping Guan Xing Guan Suo  | Xing Cai Zhang Bao            | Li Jue Guo Si               | Wu Song Tiger            |

## Estágios
Cada reino (Wei, Wu, Shu, e Others) tem suas próprias batalhas. As batalhas que serão travadas são definidas por qual dos objetivos o jogador cumpriu na anterior, já que cada batalha tem um ou dois objetivos. O jogador começa com um número limitado de batalhas, batalhas adicionais serão desbloqueadas durante o jogo.
Todos os níveis têm um tesouro escondido e/ou uma "Village Mission" que o jogador pode completar surante a partida. Fazendo isso, juntamente com a reunião da(s) condição(ões) de vitória, vai desbloquear batlhas adicionais.
As áreas com tesouro são protegidas por fortes inimigos bônus, geralmente da série Samurai Warriors, que se derrotados rapidamente unem forças ao jogador.
As Village Missions, por outro lado se resumem a derrotar uma certa quantidade de inimigos, podendo ser às vezes, derrotar o líder. Se a missão falhar, o jogador perde a vila e não pode completar a missão, tendo que jogar novamente para poder conquista-la.